# Gynacantha hova
Gynacantha hova – gatunek ważki z rodziny żagnicowatych (Aeshnidae).